# Musée de préhistoire du Mas-d'Azil
Situé au Mas-d'Azil, à 800 m de la grotte, face à l'église Saint-Étienne, le musée de préhistoire du Mas-d'Azil est complémentaire depuis 1981 de la visite de la grotte du Mas-d'Azil, offrant des conditions optimales pour l'observation de nombreux objets de l'Azilien.

## Historique

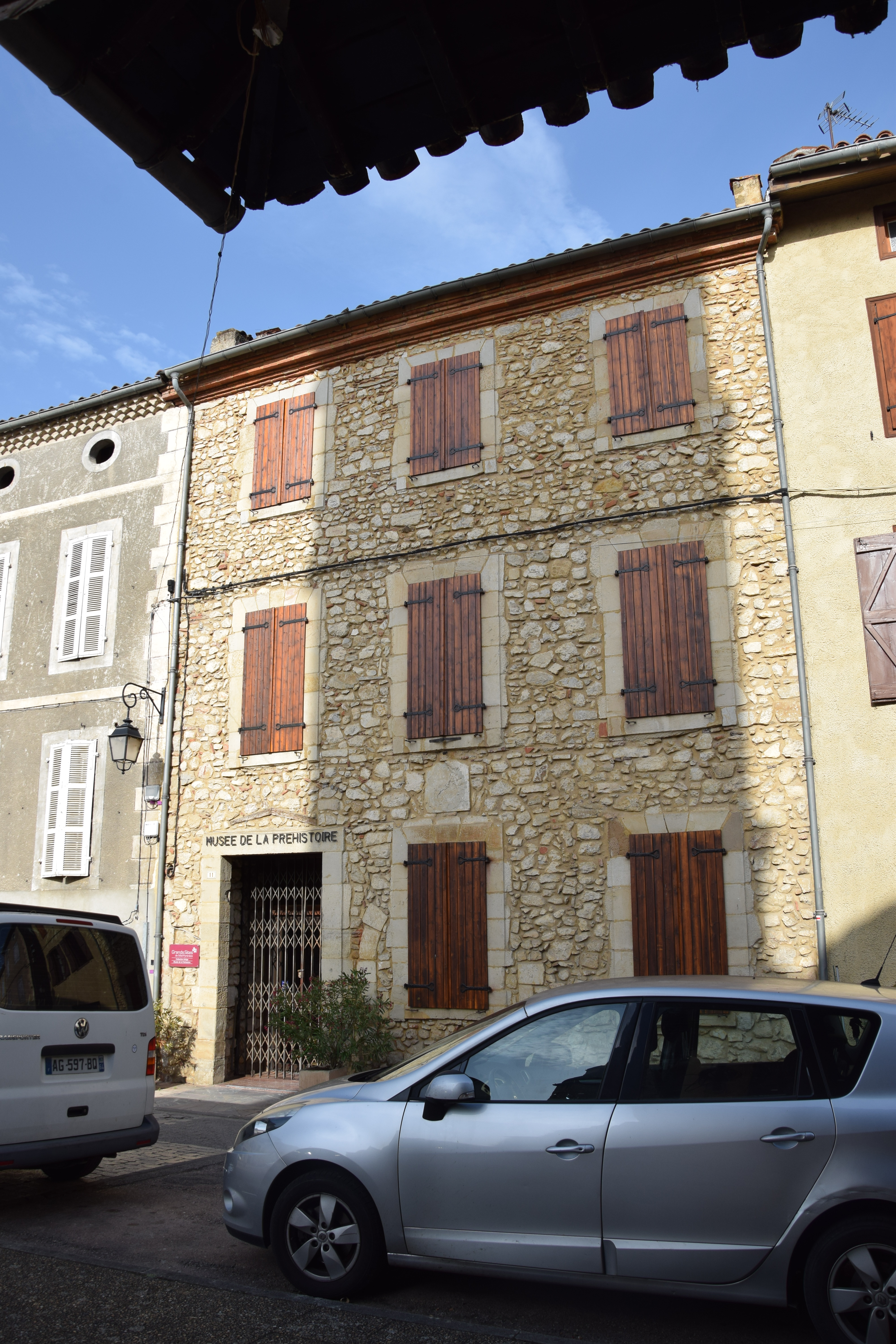
Le musée.

Le musée du Mas-d'Azil a ouvert au public en 1981.
Sous la direction scientifique de Carole Fritz, du CNRS, un inventaire scientifique complet des objets s'est déroulé de 2012 à 2014.
Le musée est labellisé Musée de France.

## Collections
Si le rez-de-chaussée accueille des expositions temporaires, le premier étage propose, dans la première salle, des collections, trouvées dans la grotte, d'armes, d'outils, d'objets sculptés, gravés ou décorés, dont un chef-d'œuvre de l'art paléolithique : le majestueux propulseur sculpté dénommé « le faon aux oiseaux » découvert par Marthe et Saint-Just Péquart. On y trouve aussi le crâne dit de Magda, longtemps présenté comme le seul vestige humain de la grotte du Mas-d'Azil. Dans la seconde salle sont exposés des galets peints caractéristiques de l'Azilien.
Le second étage met en valeur des reconstitutions de peintures et de gravures pariétales de la grotte non accessibles au public.

## Visite
La visite se déroule en moyenne sur 30 à 40 minutes.